# Athyrium rupestre
Athyrium rupestre là một loài dương xỉ trong họ Athyriaceae. Loài này được Kodama mô tả khoa học đầu tiên năm 1919.
Danh pháp khoa học của loài này chưa được làm sáng tỏ. 